# Dipartimento del Sudest
Il dipartimento del Sudest è un dipartimento di Haiti. Il capoluogo è Jacmel.

## Geografia antropica

### Suddivisioni amministrative
Il dipartimento del Sud-Est è suddiviso in 3 arrondissement:
- Bainet
- Belle-Anse
- Jacmel